# Belinda Owino
Belinda Akinyi Owino (* 3. Februar 1993 in Houston, Texas) ist eine US-amerikanische Schauspielerin.

## Leben und Karriere
Belinda Owino stammt aus Texas und übernahm bereits im Alter von 7 Jahren erste Schauspielrollen. So trat sie auf verschiedenen Bühnen und Festen ihrer Geburtsstadt Houston auf, etwa dem The Texas Renaissance Festival. Seit 2011 übernimmt Owino Rollen in Film und Fernsehen. Zunächst trat sie in einer Folge der Serie Public Library auf und war im Film Blacktino zu sehen. 2012 arbeitete sie erstmals mit dem Starregisseur Quentin Tarantino zusammen, der sie für eine Minirolle als Candyland-Sklavin in seinem Film Django Unchained besetzte. Ownio übernahm darüber hinaus auch Stuntarbeiten für den Film.
Für seinen nächsten Film besetzte Tarantino sie erneut, so in der Rolle der Gemma in The Hateful Eight aus dem Jahr 2015. In diesem Jahr schloss sie auch die University of Texas at Austin mit einem Abschluss in Film erfolgreich ab.

## Filmografie (Auswahl)
- 2011: Public Library (Fernsehserie, Episode 1x01)
- 2011: Blacktino
- 2011–2012: The Lying Game (Fernsehserie, 3 Episoden)
- 2012: Django Unchained
- 2013: Doonby
- 2014: 13 Sins
- 2015: Lars the Emo Kid
- 2015: The Hateful Eight